# 航空ファン

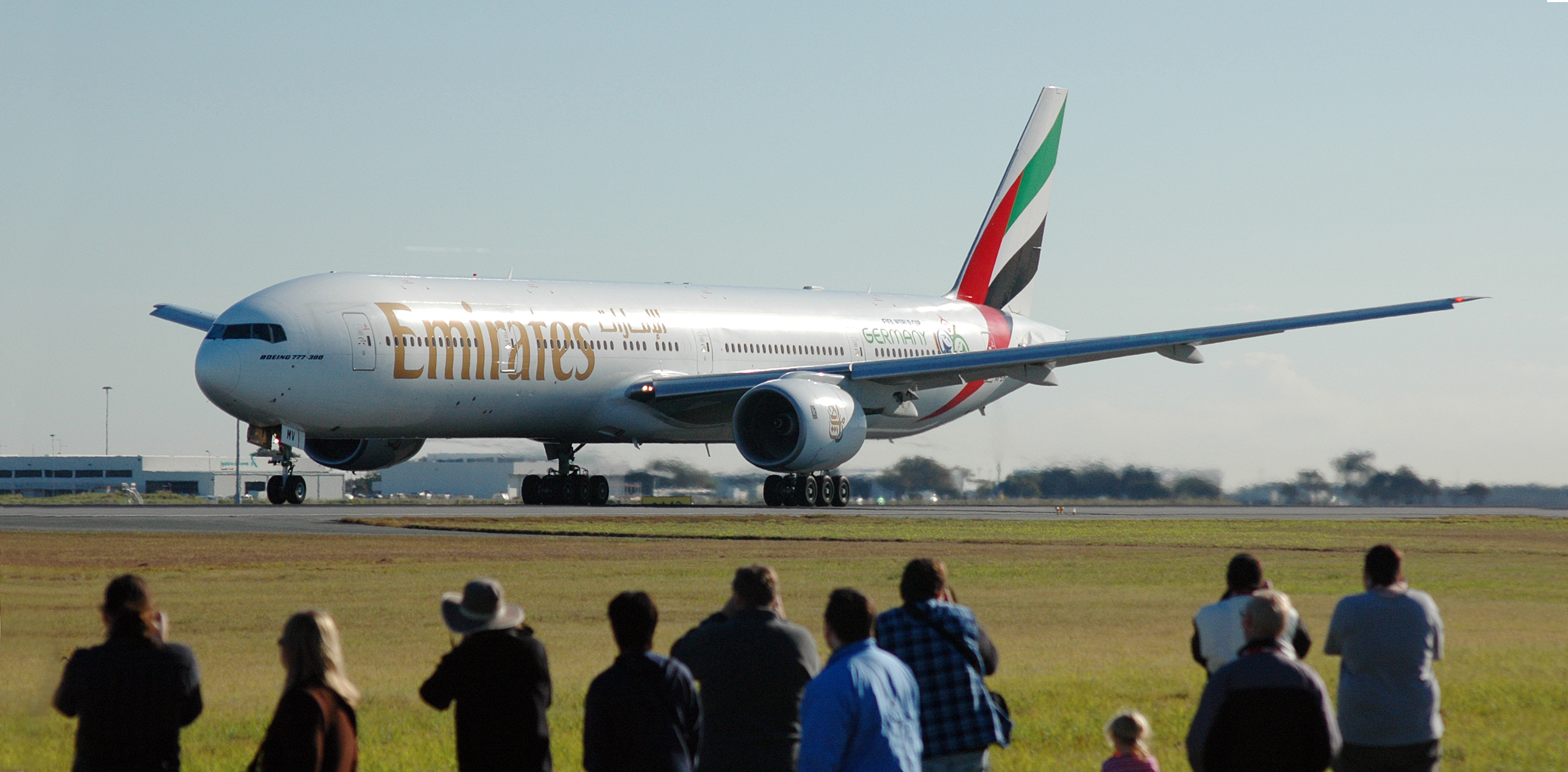
航空機を眺める航空ファン

航空ファン（こうくうファン）とは、航空機、またはこれに関する事象を対象とする趣味（航空趣味）を持っている人のことである。本項では、航空趣味の類型についても扱う。

## 航空趣味の分野

### 航空機そのものを対象

#### 航空機調査・撮影

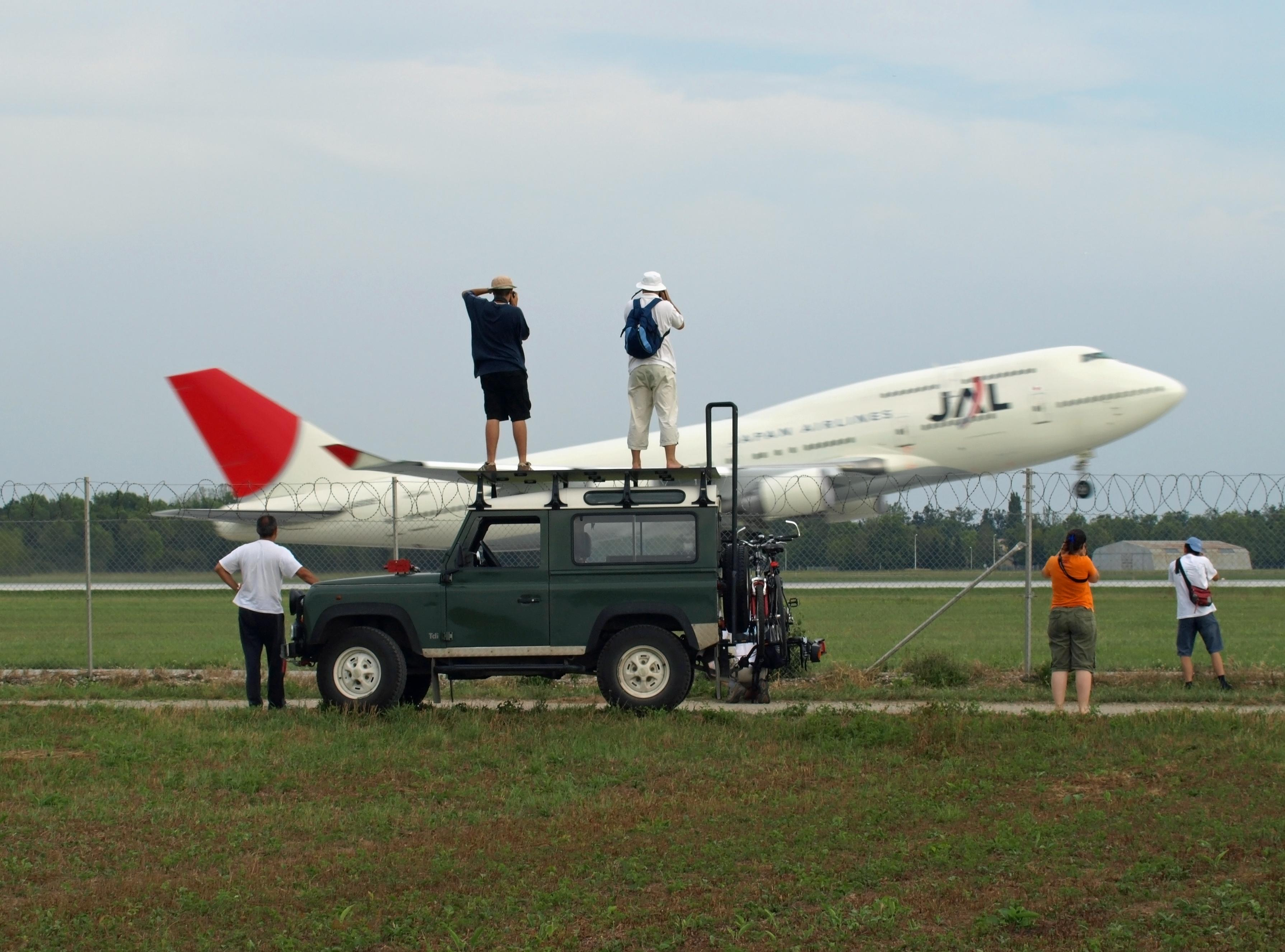
航空機を撮影する航空ファン

俗に「スポッター」と呼ばれる。空港やその近辺などで航空機をチェックしたり撮影したりする。イギリスなどでは特に写真を撮影するわけではなく、メモなどに機種と機体記号（機体番号）をメモするだけのことが多いという。航空機が見られる展望デッキや広場を設置している空港も多く、展望デッキとは別に空港管理会社や自治体がスポッター向けの場所を提供していることもある。

#### 航空機搭乗
乗客として航空機に乗る。新型機・特別機・新サービスの導入、旧型機の退役、路線の新設・改廃時を狙うことが多い。国外で自国に乗り入れていない航空会社や路線就航していない機材に乗る、マイレージサービス会員の場合はポイント稼ぎや会員特典の獲得のためにフライトを重ねることもある（マイル修行も参照）。

#### 時刻表・架空航空路
鉄道ファンと同じようにやはり航空路線について調べたり、航空機の運用など、時刻表を読む趣味。架空の路線をひいて楽しむ人もいる。

#### 航空機操縦
実際に航空機を操縦する。フライトスクールなどに通い、航空機操縦免許を取得する。日本においては航空身体検査を受診し、問題ないという診断結果がないと操縦を行うことはできない。アメリカ合衆国では特に制限はなく、アメリカのフライトスクールの中には、飛行機操縦を有料で体験できるところもある。

#### 航空機保有
趣味のために自家用機を購入する。維持費が比較的高価であることから、複数名で共同管理する場合も見受けられる。
日本においては自家用機向けの駐機場が設置されている地方空港に駐機するのが普通だが、アメリカ等の国土が広い国では富裕な航空ファンが私有地に滑走路を設置するケースもある。

#### 航空無線傍受
航空交通管制の内容を傍受する。ただし、国によっては傍受を法律で禁止している国もあり、そういった国ではこの分野の趣味は不可能である。なお、日本では、傍受した内容を許可なく第三者に漏らすことは電波法により厳禁されているが、傍受そのものは妨げされていない。航空雑誌などで、初便の交信内容などが掲載されていることがあるが、これは正規に許可を得たものである。
民間航空における航空無線の周波数は一般にも公開されており、日本においては国土交通省のサイトなどで閲覧できるほか航空ファン向けのガイドブックには周波数・コールサイン一覧表も掲載されている。
航空機撮影においては、無線を傍受することで、撮影対象の航空機の位置や使用する滑走路の情報などを確認することもある。
近年はFlightradar24といったレーダー傍受サービスを利用し、飛行中の航空機をウォッチする者も存在する。

### 航空雑誌
- 航空ファン (雑誌)
- エアライン (雑誌)
- J-Wings
- 航空ジャーナル（休刊）
- 航空情報 (雑誌)（休刊）
- スケールアヴィエーション（模型航空機雑誌）

### グッズ収集
搭乗記念の絵葉書や乳幼児用のおもちゃ（ギブアウェイ）など無料で入手できるものから、空の日のイベントなどで販売している場合で安価な物ではブランケットや機内食で使う小鉢やお皿など。高価なものでは機内食カートや座席など実機で使用された装備品や中古部品まで幅広い。収集した部品を組み合わせ、航空機の機内を自宅で再現するファンも存在する。

### 模型
航空ファンの中には、模型飛行機を収集しそのコレクションを室内に飾るなどして楽しむ者も多い。

## 航空機に関係する著名人
- 坪田敦史（航空ジャーナリスト。著書多数、テレビ、ラジオにも出演）
- 青木日出雄（航空ジャーナリスト、航空ジャーナルの創刊者）
- 青木謙知（青木日出雄の長男、航空ジャーナリスト、航空ジャーナルの元編集長）
- チャーリィ古庄（航空写真家、航空ジャーナリスト）
- ルーク・H・オザワ（航空写真家）
- 斎藤茂太（精神科医。文筆家、航空ファンとしても知られ、飛行機に関するエッセイも執筆した）
- 新谷かおる(漫画家)
- 円谷英二（特撮監督、航空ファンとしても知られる）
- 宮崎駿（アニメ映画監督、航空ファンとしても知られる）
- ハワード・ヒューズ
- ジョン・トラボルタ - ボーイング747など大型旅客機を含む9機種の操縦免許を保有しており、世界各国を訪問するプロモーションが行なわれた際には、自身の所有するボーイング707を自ら操縦した[4]。自宅にはボーイング707を含む自家用機発着のための滑走路がある。
- ブルース・ディッキンソン - アイアン・メイデンのヴォーカリスト。過去にはアストライオス航空のパイロットであり、ワールドツアーでは自らが操縦桿を握って巡業した。
- 桂文珍 - 落語家。自家用機「スピード・カナード」を保有（この機種は日本では1機のみの登録）。
- 遠藤章造 - お笑い芸人（ココリコ）。航空ファンで、離陸音だけで旅客機の型式が分かるという特技を持ち、「未来創造堂」で披露した事がある。
- 相田翔子 - 2009年9月1日放送分の明石家さんまの司会番組『踊る!さんま御殿!!』内のコーナー「マニア芸能人」にて「軍用機が好き」、「厚木基地や百里基地に朝から戦闘機？を見に行く」と話した。
- 竹山隆範（カンニング竹山） - 航空ファン向け雑誌「月刊エアライン」に記事を連載している。
- 和田光太郎（NHKアナウンサー） - 主に旅客機好き。NHKで自身が企画しパーソナリティを務める「ヒコーキ・ラジオ」シリーズを担当。自宅には飛行機の座席もある[5]。
- 鈴木絢音 - アイドル（乃木坂46）。飛行機全般が好きである。特に好きな飛行機はエアバスA380。飛行機好きになりたての頃はB787が好きだった。

## 航空ファンと基地とのトラブル
2018年7月12日、航空自衛隊とアメリカ空軍が共同使用している横田基地の所在地の一つである瑞穂町が公式ホームページおいて、「横田基地周辺において、写真撮影や航空機の見学をされている方々がいらっしゃいますが、一部の心ない方による、路上駐車による通行の妨げ、ゴミのポイ捨て等があると、苦情が寄せられています」として、マナーを守るように呼び掛ける対応をしている。
2019年7月15日、航空自衛隊小松基地の格納庫で空自の戦闘機が整備される様子などを無断撮影した45分間の映像が「YouTube」にアップされた。撮影されたのは、領空侵犯に備えた緊急発進用の機密性の高い格納庫であり、この他にも、「門外不出の極秘映像。」というテロップが流れ、格納庫に戻った戦闘機の整備風景なども撮影されていた。撮影者は高さ約3メートルの塀の外の車上から撮影していたとされる。「同基地渉外室は「敷地外からの撮影を制限する権限はなく、法的責任は問えない」としており、周辺警備を強化し、撮影行為を見つけたら注意するとしている。
2019年11月30日、航空自衛隊百里基地が公式Twitterアカウントにおいて、「明日は航空祭当日。残念ながら、皆様の中でマナーを守っていただけない方がいらっしゃるようです。基地の外柵に脚立を固縛したまま立ち去られた方にお願いです。基地の警備に重大な影響を及ぼすおそれがありますので、至急撤去をお願いします」との警告ツイートを行い、問題の脚立の写真も公開している。
2010年代後半に入ると航空祭での脚立や三脚、レジャーシート等の持ち込みが厳しくなり、航空ファンが脚立を無断で持ち込むなどトラブルが相次いでいる。
2024年11月17日、航空自衛隊岐阜基地の航空祭で来場者が航空機展示地区では持ち込み禁止されている折り畳み椅子を持ち込み、撤去するよう注意されるが無視し自衛官が土下座される形でお願いをしたというトラブルが発生。防衛省は「最終的にイスをしまってくれたので、立ってお礼をいうのではなく、しゃがんでお礼を言ったら土下座をしているような形になった」とコメントしている。同基地は航空祭での持ち込み規制や警備強化の必要性などを検討していくとしている。